# Interactive Magic
Interactive Magic foi uma empresa de jogos de computador dos Estados Unidos da década de 1990. 